# チェコスロバキア共産党
チェコスロバキア共産党（チェコスロヴァキアきょうさんとう、チェコ語: Komunistická strana Československa (KSČ)、スロバキア語:Komunistická strana Česko-Slovenska (KSČ)）は、ヨーロッパのチェコスロバキアにおける共産党として1921年から1992年まで活動していた、マルクス・レーニン主義（共産主義）を掲げる政党である。設立当初から合法政党として議会内での勢力を維持し、1948年から1989年までは事実上の一党独裁政党として社会主義体制を維持した。

## 歴史

### 第二次世界大戦まで

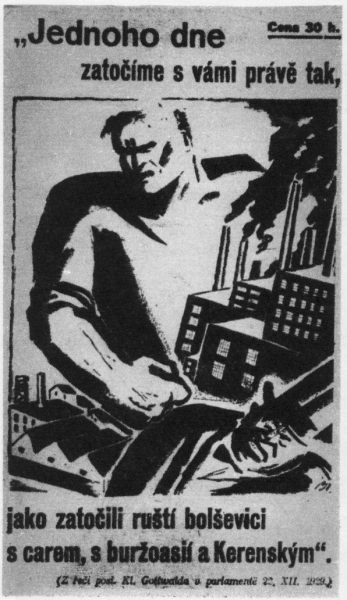
戦間期の共産党のポスター（1929年）

第一次世界大戦後の1918年に独立したチェコスロバキア共和国では、工業地帯である西部のボヘミアなどで社会主義運動が盛んだった。1921年5月16日、チェコスロバキア社会民主党から左派グループが離脱して、チェコスロバキア共産党が成立した。第一次大戦後の独立国としては珍しく議会制民主主義が安定していたチェコスロバキアでは、共産党は野党として議会に参加し、トマーシュ・マサリク大統領やエドヴァルド・ベネシュ大統領の下に社会民主党も参加する共和国政権と対立した。共産党は各種選挙で10%前後の得票率を獲得し、ソビエト連邦を除くヨーロッパ諸国で最高の支持を集める共産党の一つだった。
1939年3月14日にナチス・ドイツが軍隊をチェコスロバキア領内に進め、国家をドイツ保護領のボヘミア・モラビア保護領（チェコ地域）とスロバキア共和国に分割・解体されると、共産党は直ちに非合法化された。同年に第二次世界大戦が始まり、1940年にイギリスの支援でエドヴァルド・ベネシュを大統領としたチェコスロバキア亡命政府がロンドンで成立し、1943年にソ連と友好協力相互援助条約を締結すると、共産党は亡命政府との協力を進めた。また、ソ連に亡命した共産党員は1941年からの独ソ戦でソビエト赤軍に従軍してドイツ国防軍と戦った。一方、チェコスロバキア国内でも共産党員は厳しい弾圧を受け、多くの党員が強制収容所で命を落としながらもナチス支配に抵抗し、赤軍のチェコスロバキア侵入が近づいた1944年8月には、保護国成立に対抗して結成されていたスロバキア共産党が亡命政府と協力してスロバキア民衆蜂起を実行したが、自力での祖国解放には失敗した。

### 政権奪取

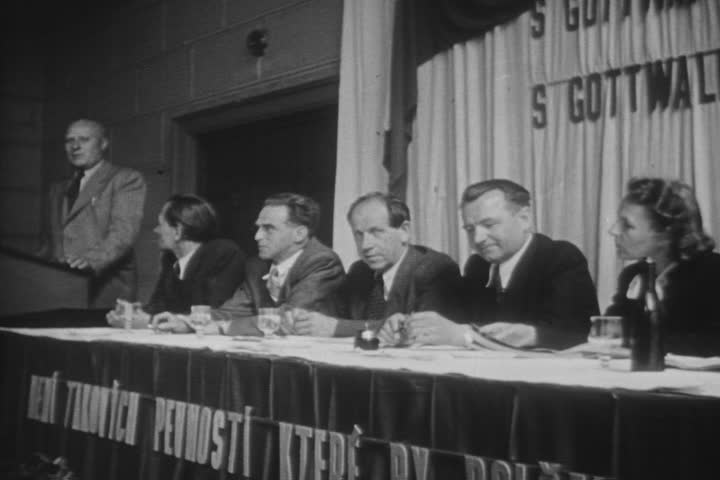
1946年当時の共産党中央委員会
右からシュヴェルモヴァ、ゴッドワルト、ザポトツキー、スランスキー、スムルコフスキー、ノセク

第二次大戦末期の1945年4月5日、赤軍と共に祖国に戻ったチェコスロバキア共産党はスロバキア東部のコシツェでコシツェ宣言を発表し、亡命政権の帰還と共産党の連立政権参加を提示した。同年5月にドイツが降伏し、チェコスロバキア全土が赤軍の占領下に入ると、帰国したベネシュを大統領とし、共産党も参加する国民戦線政権が発足した。1946年の総選挙では共産党が第一党となり、首相や内務大臣などのポストを獲得したが、得票率はチェコ(41%)・スロバキア(30%)でいずれも過半数には至らず（全国では36%）、アメリカ・イギリスとソ連との間で中立的政策を指向するベネシュ大統領やヤン・マサリク外務大臣（トマーシュの息子）と、ソ連軍の駐留を背景に影響力拡大を目指す共産党の議長でもあるクレメント・ゴットワルト首相との間で対立が深まった。
1948年2月、マーシャル・プラン受け入れ拒絶などで共産党の圧力が増大したのに抗議するために非共産主義政党の閣僚達がベネシュ大統領に辞表を提出すると、共産党はこれを逆手に取り、首都プラハなどでのデモ行動の結果、内閣を共産党とその同調者で独占する事に成功し、実権を握った。共産党側はこれを「二月の勝利」と呼んでいる。同年3月10日にはヤン・マサリク外相が外務省の中庭で転落死しているのが発見された。これは自殺とされたが、当時から共産党による他殺と疑われた。そして6月7日にベネシュ大統領が辞任し（同年9月3日に病死）、7月にゴットワルトが大統領に就任して、共産党が事実上一党独裁を行う人民民主主義が宣言された。

### ゴットワルト独裁政権
ゴットワルトは1929年に共産党書記長に就任し、第二次大戦中はソ連の首都モスクワで共産党パルティザンへの指揮を行っていた経歴の通り、非常にソ連に対して忠実な人物であり、当時のソ連の独裁者であるヨシフ・スターリンの政治手法をそのまま踏襲した。すなわち、戦前のチェコスロバキアが維持していた議会制度は完全に放棄され、他政党の支持者はブルジョワ主義者や対独協力者として大量に粛清された。
粛清は共産党内にも及び、特に戦後もチェコスロバキア共産党の下部組織として存続していたスロバキア共産党は分離主義傾向を持つチトー主義者の根拠地として多くの犠牲者を出した。1951年には共産党のルドルフ・スラーンスキー書記長やヴラジミール・クレメンティス外相が逮捕され、1952年11月20日にはチトー主義・トロツキスト・アメリカのスパイなどの冤罪により11人が死刑判決を受けるスラーンスキー裁判が行われた（同年12月2日に執行）。
経済政策もゴットワルトはスターリンと同様の政策を実施した。全ての生産設備は国有化され、中世以来の自由農民の伝統を破壊する農業集団化も強行されて、チェコスロバキアは「ミニ・スターリン」の手で最もスターリン主義的なソ連型社会主義国家へ変貌した。

### ノヴォトニー体制の動揺
1953年、3月のスターリン死去に続き、5月14日にゴットワルトが急逝して、チェコスロバキア共産党は緩やかに変化した。集団指導体制の一角を占めたアントニーン・ノヴォトニー共産党第一書記は徐々に支持を固め、スラーンスキー裁判で訴追の中心人物となったアントニーン・ザーポトツキーが死去した1957年には大統領職も兼務した。ノヴォトニーはスターリン批判後に東ヨーロッパ諸国で広がるソ連支配への反発を抑え、ハンガリー動乱におけるソ連のハンガリー軍事介入を支持すると共に、1960年には国名をチェコスロバキア社会主義共和国へ改称した。一方、ゴットワルト政権による粛清犠牲者への名誉回復も慎重に進め、1963年にはスラーンスキー裁判の不当性を認める決定を下した。しかし、その自由化への対応は遅すぎた上、中央集権主義で硬直化した政治・経済システムや、1960年代に入って拡大した西側諸国との経済格差は共産党やノヴォトニー個人に対する国民の不満を増加させた。
1967年になるとノヴォトニーに対する批判が公然化してきた。その中心の一人はスロバキア共産党第一書記のアレクサンデル・ドゥプチェクであり、チェコに比べて冷遇されてきたスロバキアの地域・党の地位向上を訴えていた。また、彼は言論の自由化などをチェコに先行して実施していた。

### プラハの春
1968年1月5日、チェコスロバキア共産党の中央委員会はドゥプチェクを党第一書記に選出した。ドゥプチェクは検閲廃止などの自由化に着手し、ノヴォトニー体制の要人達への批判が更に強まった。3月21日、ノヴォトニーは大統領職も辞任し、後にプラハの春と呼ばれる改革路線の採用が明確になった。
4月に党中央委員会が採択した「行動綱領」には、党の民主的改革と過去の粛清犠牲者への名誉回復、経済学者のオタ・シク副首相が主張する市場経済の導入、言論の自由化、ソ連との同盟関係を維持した上での西側諸国との経済関係強化などが含まれていた。ドゥプチェクは共産党が主導権を持つ社会主義体制の維持と、外交・軍事面での東側陣営への残留を守りながら、人間の顔をした社会主義と呼ばれる政治・経済改革を進めようとした。しかし、活発な言論活動による共産党への批判の高まりや『二千語宣言』のような党外からの改革要求が続くチェコスロバキアの状況は、従来の社会主義一党独裁体制を堅持し、国内の民主化運動を潰していたソ連のレオニード・ブレジネフやポーランドのヴワディスワフ・ゴムウカなどにとって極めて危険なものに映った。ソ連や東ヨーロッパ諸国は社会主義共同体（＝ソ連）の利益を優先する制限主権論（ブレジネフ・ドクトリン）を主張し、ドゥプチェクに対して自由化への歯止めと共産党による強権支配の復活を要求したが、ドゥプチェクは応じなかったため、8月20日深夜に、ソ連軍を中心にポーランド・東ドイツ・ハンガリー・ブルガリアの各国軍がワルシャワ条約機構 （WTO）軍としてチェコスロバキアに侵攻し、全土を占領してドゥプチェク達の党・政府の指導部を拘束した。
この軍事占領に対しチェコスロバキア共産党は一致して非難声明を出し、ルドヴィーク・スヴォボダ大統領は外交交渉でドゥプチェク達の解放に成功した。ドゥプチェクは党の指導者に復帰したが、ソ連の厳しい監視と国民の民主化要求に挟まれて統治能力を失い、共産党内でも保守派の巻き返しに直面した。1969年4月にドゥプチェクは党第一書記から辞任せざるを得なくなり、ドゥプチェク派ながらも軍事介入以後はソ連へ接近したグスターフ・フサーク副首相が新たな第一書記になった。
ドゥプチェクはトルコ駐在大使に左遷された後の1970年に共産党から除名され、秘密警察の監視下に置かれた。その他の改革派も共産党内から一掃され、国外亡命か監視下での生活を迫られた。

### フサークの正常化路線

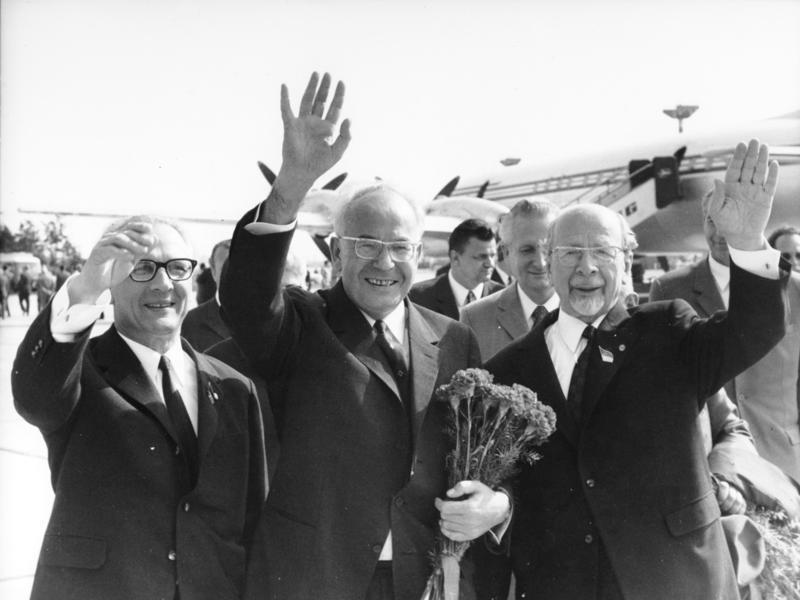
東ドイツを訪問したフサーク(中央、右はヴァルター・ウルブリヒト、左はエーリッヒ・ホーネッカー)

フサーク政権は外交と国内統治の「正常化」を掲げ、チェコとスロバキアによる連邦化を除くと、チェコスロバキアの国家体制をほとんど全てノヴォトニー時代のそれに戻し、ソ連に最も忠実な同盟国として振る舞おうとした。プラハの春は社会主義体制の転覆を狙ったブルジョワ勢力が外国の支援を受けて起こした反革命策謀であると規定され、社会主義革命を守るためにWTO軍の介入は正当かつ必要だったとして、イタリア共産党や中国共産党からの非難に反論した。1969年に大規模な中ソ国境紛争まで悪化した中ソ対立でも全面的にソ連側を支持した。1971年には自らの役職名をソ連共産党に倣って「書記長」へと改称し、1975年にはスヴォボダの辞職を受けて大統領に就任した。
この正常化路線によって国内の混乱は収拾されたが、共産党に対する国民の不満は深く広まっていった。1977年には元共産党幹部会員でプラハの春での行動綱領作成を担当したズデネク・ムリナーシや劇作家としても有名な反体制活動家のヴァーツラフ・ハヴェルらにより『憲章77』が作成され、フサーク政権の人権抑圧（ヘルシンキ宣言違反）が非難されたが、政府は憲章署名者に対してムリナーシのように国外へ追放するか、あるいはハヴェルのように失職や投獄・監視など社会活動への参加を制約するかで応えた。チェコスロバキアには、プラハの春と同年に経済改革を開始したハンガリー社会主義労働者党のカーダール・ヤーノシュ政権のような改革への寛容性は見いだせなかった。

### ビロード革命と国家解体
1985年、ソ連でミハイル・ゴルバチョフ政権が登場すると、チェコスロバキアの共産党政権は次第にこれまでと逆方向の圧力、経済発展や社会の自由化を重視する「上からの改革」の実施要求に直面した。経済不振による国民の不満をそらすため、1987年にフサークは共産党書記長職をミロシュ・ヤケシュに譲ったが、大統領にはとどまり、国家の最高権力者としてペレストロイカへの批判を隠さなかった。ヤケシュは限定的な経済改革を手がけたものの、言論の自由化や反体制派への監視を緩める事はしなかった。
1989年、一連の東欧革命の中でチェコスロバキアの共産党体制も一気に危機を迎えた。8月にハンガリーで汎ヨーロッパ・ピクニックが行われ、多くの東ドイツ国民が西ドイツへの亡命に成功すると、プラハの西ドイツ大使館にはバカンスでチェコスロバキア国内へ滞在していた東ドイツ国民が殺到した。チェコスロバキア政府は西ドイツ政府と交渉し、人道的配慮を理由に亡命希望者の西ドイツ移送を認めたが、これは東ドイツ政府の反発とともに、チェコスロバキア国内の反体制勢力から自国の民主化を求める声を呼び起こした。
11月9日にベルリンの壁崩壊により鉄のカーテンの一角が崩れ、一連の東欧周辺国の動きを目の当たりにした国民の民主化要求は一気に表面化した。11月17日から始まったプラハでのデモンストレーションは参加者を増加させ、ハヴェルを代表として反体制勢力が結集した市民フォーラムは民衆の支持を得た。民主化デモには共産党員も参加し、さらにドゥプチェクなどプラハの春当時の改革派指導者も加わった。
共産党政権はソ連の介入による支援も期待できず、軍隊による武力鎮圧も不可能となったため、民主化勢力との妥協を決断した。11月24日にヤケシュ書記長が辞任し、12月には民主化の実施を発表したラディスラフ・アダメッツ首相も辞任し、12月10日にはフサーク大統領も非共産党政権の発足を承認して辞職した。後任にはハヴェルが就任し、連邦議会の議長には共産党へ復党しなかったドゥプチェクが就任した。共産党はこのビロード革命によって、ほぼ無血のままに41年間維持した一党支配政権を失う事になった。
その後、共産党はアダメッツが書記長となり、1990年2月にフサークを除名して、マルクス・レーニン主義と共産党の名称を維持しながら新たなイメージを打ち出そうとした。また、連邦制によるチェコとスロバキアの対等性を重視するため、3月にボヘミア・モラビア共産党を設立し、スロバキア共産党との協調によってチェコスロバキア共産党が運営される事になった。
6月8日、チェコスロバキアで44年ぶりの自由選挙が行われた。共産党は連邦議会（下院）・民族議会（上院）ともに第2党を守り、影響力を維持したが（民族議会選挙での全国得票率は13.6%）、市民フォーラムが両院で過半数を占めたため、政権復帰はならなかった。また、選挙後にスロバキア共産党の主流派は党名を民主左翼党へ変更し、社会民主主義路線を採用して、チェコスロバキア共産党から離脱した。すぐに一部の残留派によってスロバキア共産党は再建されたが、その勢力は大きく削がれていた。
1992年総選挙では、チェコとスロバキアでそれぞれ民族主義政党が勝利し、地域間対立が激化した。そして、交渉の結果、遂に1993年1月1日に両国は連邦を解消し、それぞれ平和的に分離独立する事が決まった。共産党はこの「ビロード離婚」をとどめる事ができず、自らもボヘミア・モラビア共産党とスロバキア共産党に分裂する事になった。

### 国家解体後
連邦解体後のチェコでは、ボヘミア・モラビア共産党が野党として活動している。各種選挙では10%台前半の得票率を獲得し、国政政党としての勢力を維持している。一方スロバキアでは、スロバキア共産党への支持が低下し、近年では国会に議席を有していない。また、両国の再統合を目指すチェコスロバキア共産党も再建されているものの、ミニ政党であり、影響力は限定的である。

## 歴代指導者
チェコスロバキア共産党の指導者は度々呼称が変更された。

- 1921年から1945年までは書記長（Generální tajemník）
- 1945年から1953年までは議長（Předseda）
- 1953年から1971年までは第一書記（První tajemník）
- 1971年から1989年は再び書記長（Generální tajemník）

| 代 | 氏名                                          | 在任期間                  | 役職名          |
| -- | --------------------------------------------- | ------------------------- | --------------- |
| 1  | ボフミル・イーレク Bohumil Jílek              | 1925年 - 1929年           | 書記長          |
| 2  | クレメント・ゴットワルト Klement Gottwald     | 1929年 - 1953年           | 書記長 議長     |
| 3  | アントニーン・ノヴォトニー Antonín Novotny    | 1953年 - 1968年           | 第一書記        |
| 4  | アレクサンデル・ドゥプチェク Alexander Dubček | 1968年 - 1969年           | 第一書記        |
| 5  | グスターフ・フサーク Gustáv Husák             | 1969年 - 1987年           | 第一書記 書記長 |
| 6  | ミロシュ・ヤケシュ Miloš Jakeš                | 1987年 - 1989年11月24日   | 書記長          |
| 7  | カレル・ウルバーネク Karel Urbánek            | 1989年11月25日 - 12月20日 | 書記長          |
| 8  | ラディスラフ・アダメッツ Ladislav Adamec      | 1989年 - 1990年           | 議長            |